# マンデッロ・ヴィッタ
マンデッロ・ヴィッタ（伊: Mandello Vitta）は、イタリア共和国ピエモンテ州ノヴァーラ県にある、人口約200人の基礎自治体（コムーネ）。

## 地理

### 位置・広がり
| 隣接するコムーネは以下の通り。 - カザレッジョ・ノヴァーラ - カステッラッツォ・ノヴァレーゼ - ランディオーナ - シッラヴェンゴ - ヴィコルンゴ |